# Matt Olson
Matthew Kent Olson (Atlanta, 29 marzo 1994) è un giocatore di baseball statunitense, prima base per gli Atlanta Braves della Major League Baseball.

## Carriera

### Inizi e Minor League (MiLB)
Nato ad Atlanta nello stato della Georgia, Olson frequentò la Parkview High School di Lilburn, dove giocò come prima base e lanciatore nella squadra di baseball dell'istituto. Dopo aver ottenuto il diploma con pieni voti, Olson, che si era impegnato per giocare nella squadra della Università Vanderbilt di Nashville, Tennessee; venne selezionato nel 1º turno, come 47ª scelta assoluta del draft MLB 2012, dagli Oakland Athletics. Giocò nello stesso anno nella classe Rookie e in alcune partite nella classe A-breve.
Nel 2013 giocò nella classe A e nel 2014 nella classe A-avanzata. Nel 2015 venne schierato nella Doppia-A, dove alternò il ruolo di prima base con quello di esterno destro, cosa che si ripeté anche nella stagione seguente. Iniziò la stagione 2016 nella Tripla-A, classe in cui militò per gran parte della stagione.

### Major League (MLB)
Olson debuttò nella MLB il 12 settembre 2016, al Kauffman Stadium di Kansas City contro i Kansas City Royals. Schierato come prima base nella parte bassa dell'ottavo inning, partecipò a un solo turno di battuta ottenendo una base su ball e segnando il primo punto, grazie a un doppio realizzato dal compagno di squadra Arismendy Alcantara. Il 25 settembre, al Coliseum di Oakland in una partita contro i Rangers, Olson colpì la sua prima valida. Concluse la stagione con 11 partite disputate nella MLB e 131 nella Tripla-A.
Il 24 giugno 2017, contro i White Sox, Olson batté il suo primo fuoricampo, un home run da due punti, nella parte alta del primo inning. Durante la stessa partita colpì il suo secondo fuoricampo, sempre da due punti, nella parte alta del settimo inning. Durante la stagione, disputò 59 partite nella MLB e 79 nella Tripla-A.
Il 18 aprile 2018 contro i White Sox, Olson colpì nell'ultimo inning una valida con RBI, facendo segnare quindi il punto decisivo della vittoria. Il 26 settembre contro i Mariners, colpì il suo primo grande slam. Venne premiato al termine della stagione con il suo primo Guanto d'oro e il primo Fielding Bible Award.
Il 21 marzo 2019, durante la seconda partita della giornata inaugurale della stagione, svoltasi a Tokyo; Olson venne rimosso dal gioco dopo che egli accusò dolore alla mano destra. Il giorno successivo si sottopose a un'operazione chirurgica per rimuovere l'osso amato dalla mano. Tornò in campo il 7 maggio. Al termine della stagione ricevette per il secondo anno consecutivo il Guanto d'oro e il Fielding Bible Award, premio quest'ultimo che gli fu consegnato anche nella stagione 2020.
Il 14 marzo 2022, gli Athletics scambiarono Olson con gli Atlanta Braves per Cristian Pache e i giocatori di minor league, Shea Langeliers, Ryan Cusick e Joey Estes.

## Palmares
- MLB All-Star: 1

2021
- Guanti d'oro: 2

2018, 2019
- Fielding Bible Award: 3

2018, 2019, 2020